# Franse Furie

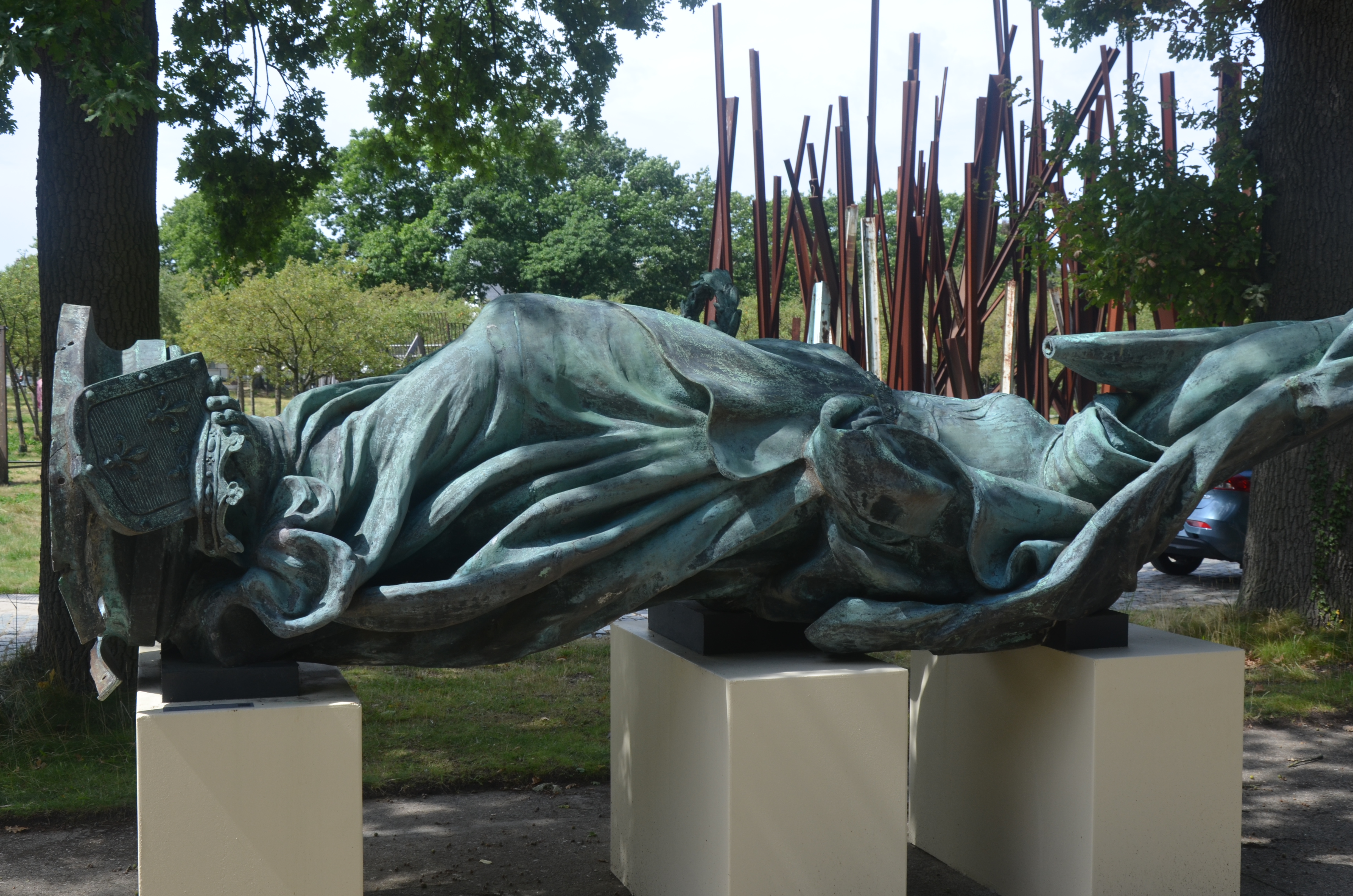
Onttuigd standbeeld De Franse Furie in het depot van Museum Middelheim

De Franse Furie verwijst naar de poging van Frans van Anjou om Antwerpen via de Kipdorpbrug bij verrassing in te nemen op 17 januari 1583. De operatie was deel van een groter plan om het graafschap Vlaanderen en aangrenzende gebieden te annexeren bij de Franse kroon.
Tijdens de Tachtigjarige Oorlog hadden de Staten-Generaal in 1581 de Franse hertog aangezocht als landsheer, ook met de bedoeling Franse steun te krijgen voor het verjagen van de Spaanse troepen. Anjou had echter niet veel gezag en besloot een poging te wagen zijn macht te vergroten. In januari 1583 werden enkele Vlaamse en Brabantse steden voorzien van een Frans garnizoen met het doel de grootste Nederlandse stad, Antwerpen, bij verrassing in te nemen.

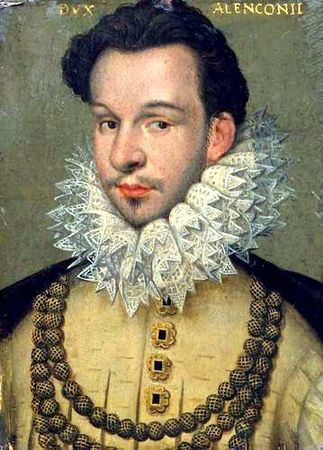
Frans van Anjou

Dat zou gebeuren bij een wapenschouw buiten de stad, waarbij ook stadhouder Willem van Oranje en buitenburgemeester Filips van Marnix van Sint-Aldegonde aanwezig zouden zijn. Het plan lekte uit en de stad was voorbereid. Vooraanstaande genodigden bleven weg met een smoes. De vroedschap had toestemming bekomen om de straten met kettingen af te sluiten.
Toen Anjou met een groot gevolg de stad uitreed op weg naar de te schouwen troepen, hield iemand uit zijn gevolg halt op de valbrug en riep het afgesproken wachtwoord Jambe rompue. Hierop rukten de troepen Antwerpen binnen (onder het roepen van "Ville gagnée! Ville gagnée!"), maakten zich van de wallen meester en richten het geschut op de stad.
De inwoners, met de Spaanse Furie en ook de Engelse Furie nog vers in het geheugen, verweerden zich met alle mogelijke middelen, en de aanvallers werden de stad uitgedreven. Meer dan tachtig burgers verloren het leven, maar ook honderden Franse soldaten, waaronder velen van hoge rang. Dit Antwerpse volksverzet betekende het einde van de Franse inbreng in de Nederlandse Opstand. De Engelse steun kwam dan weer te laat want in augustus 1585, na veertien maanden Beleg van Antwerpen, viel de stad, en daarmee kwamen de hele Zuidelijke Nederlanden weer in handen van de Spaanse koning.

## Herinnering
Er stond ooit een allegorisch standbeeld op een prominente plaats in Antwerpen dat eeuwig moest herinneren aan deze infame bladzijde uit de Antwerpse geschiedenis maar dit beeld werd verbannen naar het depot in het Museum Middelheim waar het thans, onttrokken aan het zicht, sluimert in vergetelheid.

## Voetnoten
1. ↑  René van Stipriaan, De zwijger. Het leven van Willem van Oranje, 2021, p. 642-643

1567: Slag bij Oosterweel · 
1576: Spaanse Furie ·
1577: Inname van de Citadel van Antwerpen · 
1579: Slag bij Borgerhout ·
1583: Franse Furie · 
1584-85: Beleg door Farnese (Parma) · 
1585: Slag op de Kouwensteinsedijk · 
1605: Maurits I · 
1620: Maurits II · 
1623: Maurits III · 
1624: Maurits IV · 
1638: Slag bij Kallo · 
1646: Beleg door Frederik Hendrik · 
1832: Beleg door Gérard